# Кошкуль (Большереченский район)
Кошкуль (тат. Кошкүл) — деревня в Большереченском районе Омской области. Входит в состав Почекуевского сельского поселения.

## История
По переписи 1897 года в Кошкуле проживало 110 человек, из них 100 татар и 10 бухарцев.
В 1928 г. состояла из 36 хозяйств, основное население — бухарцы. Центр Кошкульского сельсовета Евгащинского района Тарского округа Сибирского края.

## Население
| 1926 | 2002 | 2010 | 2021 |
| ---- | ---- | ---- | ---- |
| 143  | ↗380 | ↘253 | ↘118 |

Национальный состав
Согласно результатам переписи 2002 года, в национальной структуре населения сибирские татары составляли 97 %.